# Hörður Haraldsson
Hörður Haraldsson (ur. 11 września 1929 w Vestmannaeyjar, zm. 5 października 2010 tamże) – islandzki lekkoatleta specjalizujący się w biegach sprintowych, olimpijczyk.
Reprezentował Islandię w biegach na 100, 200 metrów oraz sztafecie 4 × 100 metrów na Letnich Igrzyskach Olimpijskich 1952, które odbyły się w Helsinkach. Pierwszą konkurencję ukończył z czasem 11,32, drugą z czasem 22,56 oraz trzecią, którą ukończył wraz z drużyną w czasie 43 minut i 25 sekund. We wszystkich trzech konkurencjach odpadł na etapie eliminacji.